# Drobin (ville)
Pour l’article homonyme, voir Drobin (gmina).
Drobin (prononciation : [ˈdrɔbʲin]) est une ville de la voïvodie de Mazovie, dans le nord-est de la Pologne.
Elle est située approximativement à 36 km au nord-est de Płock, siège du powiat et 97 km au nord-ouest de Varsovie, capitale de la Pologne.
Elle couvre une surface de 9,64 km2 et comptait 2 938 habitants en 2008.
Drobin est le siège administratif (chef-lieu) de la gmina de Drobin.

## Histoire
Fondée au XIIe siècle, Drobin obtient le statut de ville en 1511.
De 1975 à 1998, elle fait partie de la voïvodie de Varsovie.
À partir de 1999, Drobin est rattachée à la voïvodie de Mazovie.